# Ndélé
Ndélé is een stad in het noorden van de Centraal-Afrikaanse Republiek, en is tevens de hoofdstad van het prefectuur Bamingui-Bangoran. De stad heeft een eigen vliegveld genaamd N'Délé Airport. Het ligt ten oosten van het Nationale Park Manovo-Gounda St. Floris.